# 알칼리 면

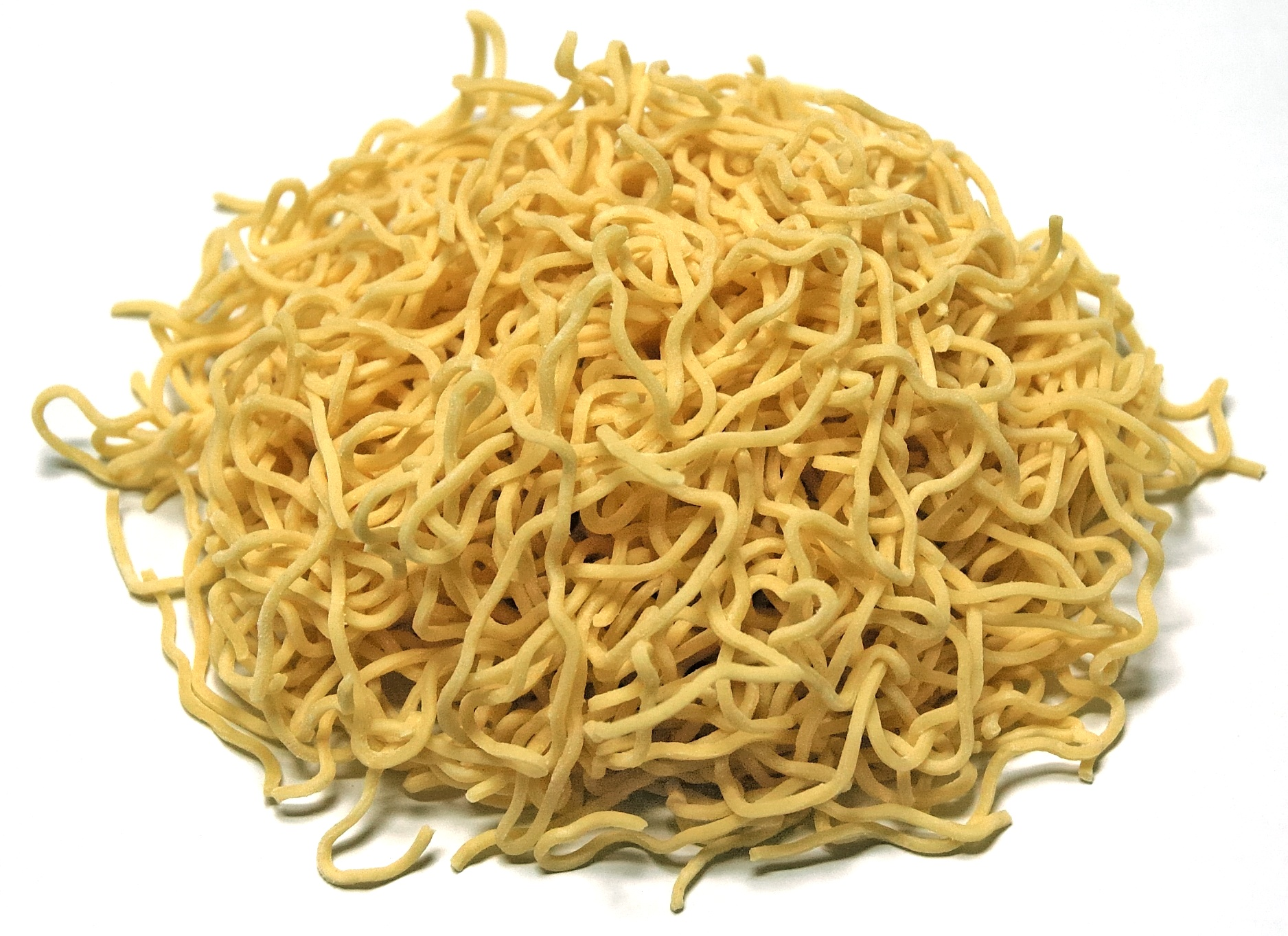
라면은 알칼리 면의 일종이다.

알칼리 면(Alkaline noodles)은 보통의 면보다 알칼리 함량이 훨씬 높은 국수의 일종이다. 알칼리를 첨가하면 면의 풍미와 질감이 모두 달라지며, 입과 손가락에서 미끄러지는 느낌을 준다. 또한 노란색을 띠고 일반 면보다 탄력이 더 있다. 중국 요리에서 전통적으로 사용된다. 일반 밀가루, 강력분, 세몰리나 등 다양한 밀가루를 사용할 수 있으며, 결과가 다소 달라진다. 노란색은 밀가루에 자연적으로 함유된 플라본 때문인데, 플라본은 보통 무색이지만 알칼리 pH에서 노란색으로 변한다.

## 알칼리 공급원
높은 알칼리도는 일반적으로 주요 성분에 탄산 나트륨(Na2CO3 또는 탄산의 나트륨염)을 첨가하여 얻어진다. 알칼리성 밀가루 국수가 일반적인 중국의 일부 지역에서는 전통적으로 우물에서 나오는 알칼리성 물로 만든다. 더 일반적으로는 20% 탄산 나트륨(응고 방지제이기도 하다)과 80% 탄산 칼륨의 혼합물을 물에 직접 첨가한다. 이 혼합물을 중국에서는 지엔(碱) 또는 지엔 수이(碱水)라고 부르고 일본에서는 칸스이(かん水)라고 부른다. 때때로 칸스이는 수산화 나트륨 용액 또는 다양한 비율의 탄산 나트륨, 탄산 칼륨, 때로는 인산 나트륨의 분말 혼합물(고체 칸스이)일 수도 있다.
중국 란저우시의 중국 국수에는 쫄깃한 "손으로 잡아 늘린" 타입인 라미안이 포함되는데, 이는 반죽이나 압출 없이 만들어진다. 적절한 질감을 얻으려면 전통적으로 할로게톤 아라크노이데우스(arachnoideus) 식물의 재에서 얻어지는 알칼리성 펑 후이(蓬灰)를 첨가해야 한다. 전통적인 펑 후이 포타시는 글루텐 생성을 억제하여 국수 반죽을 더 부드럽고 연하게 만드는 탄산 칼륨을 포함한다. 1989년 란저우 대학(현재 간쑤 리시 식품 과학 기술 유한 회사)에서 처음으로 인공 대체제가 개발되었다. 이는 소금, 탄산 나트륨, 삼중인산 나트륨, 메타중아황산나트륨의 혼합물이다. "란저우 당면"은 국수 제조자가 란저우시(간쑤성의 수도) 출신이 아니더라도 뉴욕 타임즈에 따르면 "'시카고 피자'나 '뉴욕 베이글'처럼 어디서든 맛있다는 것을 의미하는 슬로건"이 되고 있다.
펑 후이, 지엔, 칸스이 외에도 유명한 미국 식품 과학자이자 작가인 해럴드 맥기(Harold McGee)는 데이비드 장(모모푸쿠 레스토랑 체인 소유자)와 런던의 푸크시아 던롭(Fuchsia Dunlop)과 같은 유명 셰프들의 경험을 바탕으로 가정 요리사가 일반 베이킹 소다를 300 °F (150 °C)에서 한 시간 동안 구워서 알칼리 면을 만드는 간단한 방법을 제시했다. 중탄산 나트륨을 구우면 수증기와 이산화 탄소 가스가 방출되고 남는 것은 알칼리성 탄산 나트륨이다. 맥기의 파스타 요리에는 생성된 탄산 나트륨이 아주 소량만 사용되는데, 세몰리나 밀가루 1.5 컵에 1 티스푼만 사용된다. 파스타를 만들 때 탄산 나트륨은 먼저 소량의 물에 녹여 세몰리나에 천천히 첨가한다. 그 후 반죽한 반죽을 한 시간 동안 휴지시킨 다음 파스타 기계를 통해 매우 얇게 밀어 원하는 형태의 국수로 가공한다.